# Паско (Вашингтон)
Паско (англ. Pasco; произносится как ˈpæskoʊ) — город и окружной центр округа Франклин (штат Вашингтон, США) с населением в 55 246 человек по статистическим данным переписи 2008 года.

## География
По данным Бюро переписи населения США город Паско имеет общую площадь в 78,22 квадратных километров, из которых 72,78 кв. километров занимает земля и 5,44 кв. километров — вода. Площадь водных ресурсов округа составляет 6,95 % от всей его площади.
Город Паско расположен на высоте 118 метров над уровнем моря.

### Климат
| Показатель                | Янв. | Фев. | Март | Апр. | Май | Июнь | Июль | Авг. | Сен. | Окт. | Нояб. | Дек. | Год |
| ------------------------- | ---- | ---- | ---- | ---- | --- | ---- | ---- | ---- | ---- | ---- | ----- | ---- | --- |
| Абсолютный максимум, °C   | 23   | 23   | 31   | 35   | 40  | 42   | 46   | 46   | 38   | 31   | 25    | 21   | 46  |
| Средний максимум, °C      | 3    | 8    | 14   | 20   | 25  | 28   | 33   | 31   | 26   | 19   | 10    | 5    | 18  |
| Средняя температура, °C   | −1   | 3    | 7    | 12   | 16  | 19   | 24   | 22   | 17   | 12   | 5     | 1    | 11  |
| Средний минимум, °C       | −4   | −1   | 1    | 4    | 8   | 11   | 15   | 13   | 9    | 5    | 1     | −2   | 5   |
| Абсолютный минимум, °C    | −32  | −30  | −12  | −7   | −3  | 2    | 3    | 2    | −6   | −10  | −24   | −33  | −33 |
| Норма осадков, мм         | 20   | 20   | 10   | 10   | 10  | 10   | 5    | 5    | 10   | 10   | 20    | 20   | 180 |
| Источник: weatherbase.com |      |      |      |      |     |      |      |      |      |      |       |      |     |

## Демография
| Год переписи | Нас.  |  | %±     |
| ------------ | ----- |  | ------ |
| 1890         | 320   |  | —      |
| 1900         | 254   |  | −20,6% |
| 1910         | 2083  |  | 720,1% |
| 1920         | 3362  |  | 61,4%  |
| 1930         | 3496  |  | 4%     |
| 1940         | 3913  |  | 11,9%  |
| 1950         | 10228 |  | 161,4% |
| 1960         | 14522 |  | 42%    |
| 1970         | 13920 |  | −4,1%  |
| 1980         | 17994 |  | 29,3%  |
| 1990         | 20337 |  | 13%    |
| 2000         | 32066 |  | 57,7%  |
| 2008         | 55246 |  | 72,3%  |

По данным переписи населения 2008 года в Паско проживало 32 066 человек, 7262 семьи, насчитывалось 9619 домашних хозяйств и 10 341 жилой дом. Средняя плотность населения составляла около 440,9 человек на один квадратный километр. Расовый состав города по данным переписи распределился следующим образом: 52,76 % белых, 3,22 % — чёрных или афроамериканцев, 0,77 % — коренных американцев, 1,77 % — азиатов, 0,14 % — выходцев с тихоокеанских островов, 3,9 % — представителей смешанных рас, 37,44 % — других народностей. Испаноговорящие составили 56,26 % от всех жителей города.
Из 9619 домашних хозяйств в 45,6 % — воспитывали детей в возрасте до 18 лет, 54,7 % представляли собой совместно проживающие супружеские пары, в 14,3 % семей женщины проживали без мужей, 24,5 % не имели семей. 20,1 % от общего числа семей на момент переписи жили самостоятельно, при этом 8,5 % составили одинокие пожилые люди в возрасте 65 лет и старше. Средний размер домашнего хозяйства составил 3,30 человек, а средний размер семьи — 3,79 человек.
Население города по возрастному диапазону по данным переписи 2000 года распределилось следующим образом: 35,5 % — жители младше 18 лет, 11,8 % — между 18 и 24 годами, 28,5 % — от 25 до 44 лет, 15,5 % — от 45 до 64 лет и 8,7 % — в возрасте 65 лет и старше. Средний возраст жителей составил 27 лет. На каждые 100 женщин в Паско приходилось мужчин, при этом на каждые сто женщин 18 лет и старше приходилось 104,2 мужчин также старше 18 лет.
Средний доход на одно домашнее хозяйство в городе составил 34 540 долларов США, а средний доход на одну семью — 37 342 доллара. При этом мужчины имели средний доход в 29 016 долларов США в год против 22 186 долларов среднегодового дохода у женщин. Доход на душу населения в городе составил 13 404 доллара в год. 19,5 % от всего числа семей в округе и 23,3 % от всей численности населения находилось на момент переписи населения за чертой бедности, при этом 31,4 % из них были моложе 18 лет и 9,6 % — в возрасте 65 лет и старше.

## Известные уроженцы
- Чак Паланик — писатель.

## Галерея
- Интермодальная железнодорожная станция Паско
- Здание окружного суда в Паско
- Главный офис Franklin PUD в Паско
- Водонапорная башня в Паско